# Kulík bledý

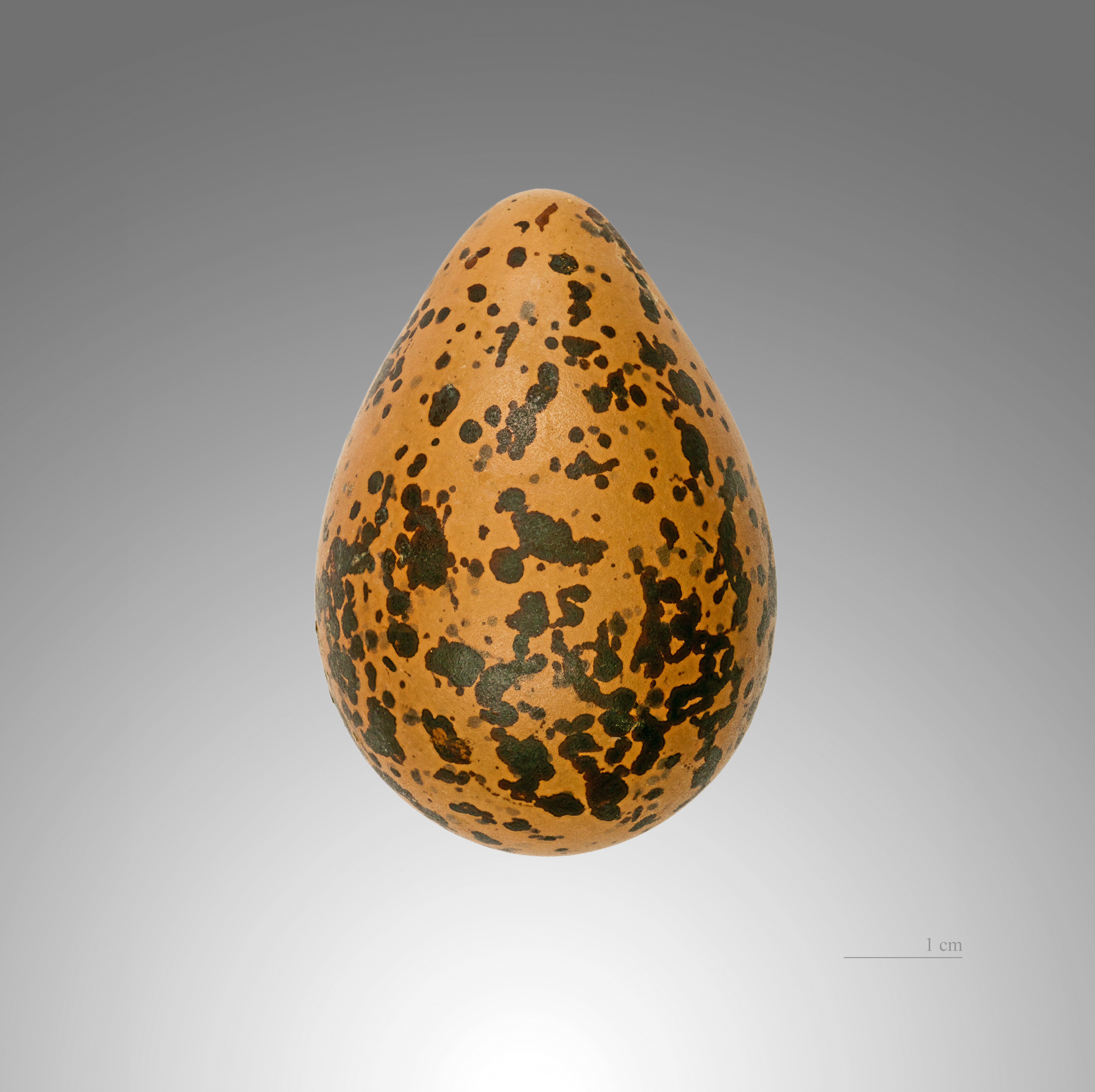
Vejce kulíka bledého

Kulík bledý (Pluvialis squatarola) je středně velký bahňák z čeledi kulíkovitých.

## Popis
Ve svatebním šatu má černou spodinu sahající až do okolí oka, bílý je nadoční proužek, strany krku a podocasní krovky. Hřbet je černobíle skvrnitý. V letu je nápadná bílá křídelní páska. V prostém šatu je celkově šedohnědý, se skvrnitým hřbetem; v letu je nápadné černé podpaždí kontrastující se světlou spodinou těla i křídel. Hnízdí v arktické tundře, táhne do západní Evropy (kde část ptáků zůstává na zimu) a dále na zimoviště do západní až tropické Afriky. Mladí ptáci táhnou o více než měsíc později než dospělí.
V květnu 2024 se tito arktičtí ptáci objevili jako naprostá rarita na Moravě, konkrétně v okolí Kroměříže.